# Romulus Augustulus
Flavius Romulus Augustulus (n. 462 d.Hr., Ravenna, Italia – d. 511 d.Hr., Castel dell'Ovo, praetorian prefecture of Italy⁠(d), Italia) a fost ultimul împărat (475-476) al Imperiului Roman de Apus.
La 31 octombrie 475, patricianul Orestes îl proclamă împărat pe fiul său, Romulus Augustulus, autoritatea împăratului limitându-se la sudul Galiei și la Italia.
La 28 august 476, Romulus Augustulus este îndepărtat de la tron de către Odoacru, căpetenia herulilor (neam germanic din uniunea de triburi a goților).
Severin de Noricum, consilier al lui Odoacru, a mediat detronarea fără violență a ultimului și tânărului împărat roman al Imperiului de Apus, pentru care a reușit să obțină chiar și o pensie.
Romulus Augustulus este depus în Occident de către Odoacru, iar insignele imperiale au fost trimise de la Roma la Constantinopol, fapt care  mai târziu va genera dispute în privința moștenirii romane.
Imperiul Roman de Apus, după ce pierde majoritatea provinciilor, este desființat atunci când Odoacru, care se autoproclamă magister militum (guvernator suprem), înființează un stat independent în Italia (476).
Odată cu instaurarea dominației germanice în Italia, are loc  sfârșitul Imperiului Roman de Apus, sfârșitul Antichității și începutul Epocii Medievale. 
El face parte, potrivit istoricilor, din lista "ultimilor romani".

## Ascensiunea și domnia
Tatăl lui Romulus, Orestes, era un cetățean roman, originar din Pannonia, care a servit ca secretar și diplomat pentru Attila Hunul, iar mai târziu a crescut prin rândurile armatei romane. Viitorul împărat a fost numit Romulus, după bunicul din partea mamei, un nobil de la Poetovio în Noricum. Mulți istorici au observat o coincidență faptul că ultimul împărat apusean a purtat atât numele de Romulus, fondatorul legendar și primul rege al Romei, și Augustus, primul împărat roman.
Orestes a fost numit Magister militum de Julius Nepos în 475. La scurt timp după numirea sa, Orestes a lansat o rebeliune, capturând Ravenna, capitala Imperiului Roman de Apus, pe 28 august 475. Nepos a fugit în Dalmația, în cazul în care unchiul său a condus-o în stare de semi-autonomie din anii 460. Orestes, cu toate acestea, a refuzat să devină împărat, "din motive secrete", în conformitate cu istoricul Edward Gibbon. În schimb, l-a instalat pe fiul său pe tron pe 31 octombrie 475.
Imperiul Roman de Apus moștenit de Augustulus a devenit o umbră a trecutului său, diminuându-se în mod semnificativ în ultimii 80 de ani. Autoritatea imperială s-a redus la frontierele italiene și părți din sudul Galiei: Italia și Galia Narbonensis. Imperiul Roman de Răsărit își trata omologul său vestic ca pe un stat clientelar. Împăratul răsăritean Leon, care a murit în 474, a numit împărații occidentali Anthemius și Julius Nepos, Constantinopol nerecunoscând niciodată pe noul împărat. Nici Zenon, nici Basiliscus, cei doi generali care luptă pentru tronul de est, la momentul aderării lui Romulus, nu l-au acceptat în calitate de conducător.
La câteva luni după ce a preluat puterea Orestes, o coaliție de heruli, sciri și mercenari turcilingi au cerut ca el să le dea o treime din terenul din Italia. Atunci când Oreste a refuzat, triburile s-au revoltat sub conducerea lui Odoacru, conducătorul scirilor. Orestes a fost capturat în apropiere de Piacenza pe 28 august 476 și executat rapid.
Odoacru a ajuns la Ravenna, capturând orașul și pe tânărul împărat. Romulus a fost obligat să abdice pe 4 septembrie 476. Acest act este considerat sfârșitul Imperiului Roman de Apus, deși îndepărtarea lui Romulus nu a determinat nici o perturbare semnificativă în timp. Roma a pierdut deja hegemonia asupra provinciilor sale, germanicii dominând armata romană și generalii germanici asemenea lui Odoacru deveniseră de mult timp adevărații conducători din spatele tronului. Italia a suferit distrugeri mult mai mari în secolul următor când împăratul răsăritean Iustinian I a recucerit aceasta provincie.
După abdicarea lui Romulus, Senatul roman, în numele lui Odoacru, a trimis reprezentanți la împăratul roman răsăritean Zenon, care a cerut să reunească în mod oficial cele două jumătăți ale imperiului: "vestul...nu mai este necesar un împărat propriu: un monarh suficient pentru o lume". El l-a întrebat, de asemenea, dacă îl numește pe Odoacru patrician, și administrator al Italiei în numele lui Zeno. Zeno a subliniat faptul că Senatul ar fi trebuit să-i mai acorde un Julius Nepos încă o dată tronul, dar nimeni nu a fost de acord cu acestea. Odoacru s-a hotărât apoi să domnească în Italia în numele lui Zeno.

## Restul vieții
Soarta finală a lui Romulus este  necunoscută. Valesianus Anonymus a scris că Odoacru, având milă de tinerețea lui, i-a cruțat viața lui Romulus și i-a acordat o pensie anuală de 6.000 solidi înainte de a trimite-l să locuiască cu rudele din Campania. lordanes și Marcellinus Comes spun că Odoacru l-a exilat pe Romulus în Campania, dar nu menționează nici o recompensă de la regele germanic.
Sursele sunt de acord că Romulus și-a stabilit reședința în Vila Lucullan, un vechi castel construit inițial de către Lucullus în Campania. În Istoria Declinului și Căderii Imperiului Roman, Edward Gibbon consideră  faptul că ucenicii Sfântului Severinus din Noricum au fost invitați de către o "doamnă napolitană", pentru a aduce trupul său la vila de la 488, "în locul de Augustulus".
Cassiodorus, un secretar al lui Theodoric cel Mare, a scris o scrisoare către "Romulus" prin care confirma o pensie în 507. Thomas Hodgkin, un traducător de lucrări ale lui Cassiodorus, scria în 1886 că a fost cu siguranță  Romulus, aceeași persoană ca și ultimul împărat vestic. Scrisoarea se va potrivi cu descrierea loviturii de stat a lui Odoacru din Valesianus Anonymus, și Romulus ar fi putut fi în viață în secolul al VI-lea devreme. Dar Cassiodorus nu furnizează detalii despre corespondentul său sau mărimea și natura pensiei sale, iar Iordanes, a cărei istorie a perioadei, o lucrare mai devreme de Cassiodorus, nu face nici o mențiune a unei pensii.